# Грозовой перевал (фильм, 1992)
«Грозово́й перева́л» (англ. Emily Brontë's Wuthering Heights; Великобритания, 1992) — экранизация романа Эмили Бронте «Грозовой перевал».
Студия Paramount Pictures была вынуждена включить в название фильма имя автора романа, поскольку студия Сэмюэла Голдвина (выкупленная позднее студией Metro-Goldwyn-Mayer) владела авторскими правами на оригинальное название «Грозовой перевал» после экранизации произведения в 1939 году.
Главные роли в фильме исполнили Рэйф Файнс (Хитклифф) и Жюльет Бинош (Кэтрин Эрншо). Благодаря роли Хитклиффа, Рэйф Файнс был позже приглашён на роль Амона Гёта в фильме «Список Шиндлера». По словам американского режиссёра Стивена Спилберга, ему понравился Файнс в роли Гёта из-за его «мрачной сексуальности».
Фильм принимал участие в конкурсной программе кинофестиваля в Токио (1992).

## Сюжет
Ничто не тревожило уединённой жизни Кэти и Хиндли, родных брата и сестры, живущих в отдалённом поместье, до тех пор пока однажды отец не привёл в их дом Хитклиффа, бездомного парня, которого он подобрал умирающим от голода в Ливерпуле и решил приютить.
С этого момента страсти на «Грозовом перевале» начали неумолимо накаляться. С каждым днём симпатичный Хитклифф завоёвывает всё больше симпатии и любви Кэти и новообретённого отца, который требовал от детей принять мальчика в семью и считать его полноправным членом. И точно так же с каждым днём растёт ненависть Хиндли, чувствующего себя заменённым. Как только отец умирает, переполняемый ненавистью Хиндли отправляет парня на конюшню.
Кэти любит Хитклиффа, но в те далёкие времена даже любовь не могла перечеркнуть разницу в социальном положении. Девушка не может выйти замуж за бедного парня и отдаёт своё сердце другому — богатому соседу, давно положившему глаз на симпатичную девушку. Однако так ли легко изменить зову сердца? Отвергнутый Хитклифф вовсе не собирается прощать нанесённую ему обиду и готов посвятить всю жизнь тому, чтобы отомстить за свою несчастную любовь и унижения, не подозревая, что далеко не каждая месть может принести удовлетворение…

## В ролях
- Пол Джеффри — Локвуд
- Рэйф Файнс — Хитклифф
- Жюльет Бинош — Кэтрин Эрншо и Кэтрин Линтон
- Джон Вудвайн[англ.] — мистер Эрншо
- Джереми Нортэм — Хиндли Эрншо
- Джанин Вуд — Фрэнсис Эрншо
- Джейсон Риддингтон — Гэртон Эрншо
- Саймон Шеперд[англ.] — Эдгар Линтон
- Софи Уорд — Изабелла Линтон
- Джонатан Фёрт[англ.] — Линтон Хитклифф
- Саймон Уорд[англ.] — мистер Линтон
- Дженнифер Дэниел[англ.] — миссис Линтон
- Джанет Мактир — Нелли Дин
- Шинейд О’Коннор — Эмили Бронте
- Тревор Купер[англ.] — доктор Кеннет